# روزاریو دامیانو مادالونی
روزاریو دامیانو مادالونی (انگلیسی: Rosario Damiano Maddaloni؛ زادهٔ ۲ ژوئیهٔ ۱۹۹۸) بازیکن فوتبال است.